# Jacob Aloys Friederichs

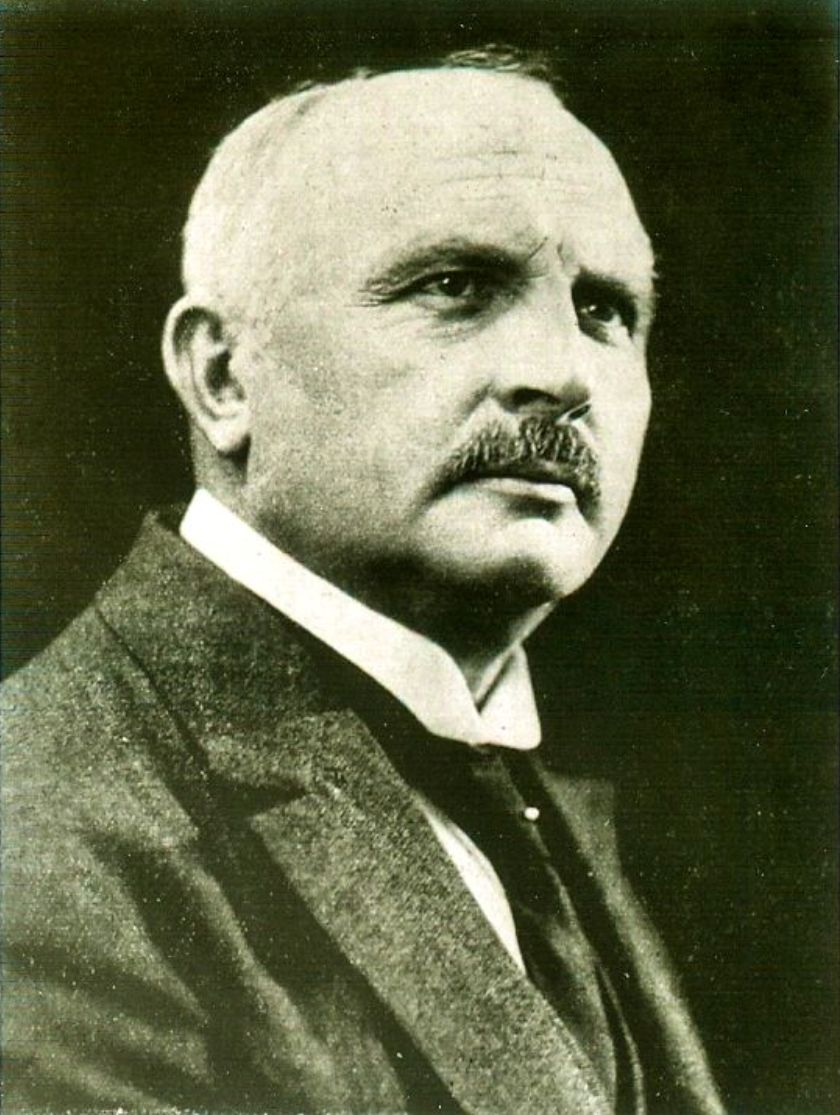
Jacob Aloys Friderichs

Jacob Aloys Friederichs, alternativ auch Friedrich oder Friedrichs (* 3. Februar 1868 in Merl (Zell); † 14. Juni 1950 in Porto Alegre), war ein deutsch-brasilianischer Bildhauer und Steinmetz.

## Leben und Wirken
Die Eltern von Jacob Aloys Friederichs waren Vinzenz Friederich und Catharine Griebeler, die insgesamt sechs Kinder hatten, eine Tochter und fünf Söhne.
Im Alter von 16 Jahren wanderte Jacob Aloys Friederichs im August 1884 von Merl an der Mosel nach Brasilien aus und erreichte am 29. Oktober 1884 die brasilianische Hafenstadt Rio de Janeiro. An seinem Zielort Porto Alegre kam er am 13. November 1884 an. Er war damit seinen Brüdern Josef und Michel gefolgt, die bereits zuvor nach Brasilien ausgewandert waren. Josef Friederichs wanderte 1872 nach Rio de Janeiro aus, bekam aber Gelbfieber und verstarb kurze Zeit später an seiner Erkrankung. Michel Friederichs, der Steinmetz von Beruf war und bereits am Kölner Dom mitgearbeitet hatte, wanderte als zweiter drei Jahre später im Jahre 1875 nach Porto Alegre aus. Dort angekommen gründete er eine Steinmetzwerkstätte. Mathias, der dritte Bruder, war bei der Mutter geblieben und leitete zu Hause das Weingut. An den Nachnamen hatten die Brüder Friederichs in Brasilien ein „s“ angehängt, da dies in der portugiesischen Aussprache besser klang.
Nun begann Jacob Aloys Friederichs eine Steinmetzlehre bei seinem Bruder Michel, dessen Handwerksbetrieb bereits zuvor in Porto Alegre in die Caminho Novo 62 in eine größere Werkstätte umgezogen war. Wenige Jahre später schrieb er sich in die Schule des Ingenieurs João Pünder ein, wo er in den Fächern Kunst, Zeichnen, Design und Mathematik unterrichtet wurde. Seine Ausbilder waren der Ingenieur Goldammer, der Architekt Gustavo Koch und der Bildhauer Franz Schubert, von welchem er eine Ausbildung für Arbeiten an Marmor erhielt. 1889 war Jacob Aloys Friederichs in der Lage, ein erstes eigenes Grabmal für die Familie von Henrique Ritter aus São Sebastião do Caí zu fertigen. Den vierten Bruder Jacob, der gelernter Holzküfer war, hatte Michel Friederichs ebenfalls wie Aloys nach Porto Alegre nachkommen lassen. Jacob Friederichs eröffnete zunächst eine Küferei, später mit Hilfe des Bruders Michel einen Bretterhandel, wozu er sich eine Sägemühle anschaffte. Michel Friederichs gründete zunächst 1884 zusammen mit Gustavo Koch eine Konstruktionsfirma mit dem Namen Friederichs & Koch sowie später nach guter wirtschaftlicher Lage zusammen mit seinem Neffen Alberto Binz eine weitere Firma namens Binz & Friederichs. Dabei wurde neben der Verarbeitung von Konstruktionsmaterialien auch die Verarbeitung von Roheisen aufgenommen, und die bestehende Steinmetzwerkstatt ergänzte man um eine Marmorwerkstatt. Aufgrund des großen Zuwachses an Auftragsarbeiten wurde das bestehende Unternehmen um zwei weitere Betriebe derselben Branche erweitert und Michel Friederichs gründet das Unternehmen Unia de Ferros. Den Betriebsteil, der die Steinmetz- und Marmorwerkstatt enthielt, verkaufte er im Jahre 1891 an seinen Bruder Jacob Aloys Friederichs.
Jacob Aloys Friederichs erweiterte zügig seinen Steinmetzbetrieb, indem er die Verarbeitung neuer Materialien wie Bronze und Granit aufnahm. Unter dem Namen Casa Aloys wurde die Werkstatt rasch bekannt und entwickelte sich bald zu einem der wichtigsten Betriebe für Steinmetzarbeiten in Porto Alegre. Zu seinen Auftragsarbeiten zählen die Errichtung einer Vielzahl von Grabmälern und Kapellen für bedeutende Personen. Nach einem Feuer in der Werkstatt zog er 1894 in ein Gebäude neben der Campani-Bierbrauerei. Nun begann er sein Geschäft zu erweitern und bot Arbeitsstellen an. Zu seinen Mitarbeitern zählte auch der lokal bekannte Bildhauer André Arjonas (1885–1970), der seinen Arbeitgeber Jacob Aloys Friederichs mestre nannte. In den Jahren 1903 und 1914 reiste er nach Portugal, Spanien und Italien, um sich dort die besten Künstler und Bildhauer für seine Werkstatt in Porto Alegre zu suchen. In Italien beschaffte er sich persönlich Mamorblöcke in Carrara und ließ diese dann per Schiff nach Brasilien exportieren. Die Casa Aloys wurde so schließlich zu einer der bedeutendsten Skulptur- und Dekorationsfirmen der Landeshauptstadt des brasilianischen Bundesstaates Rio Grande do Sul im Süden Brasiliens. 1901 wurde ihm dafür auf der großen Staatsausstellung in Porto Alegre eine „Goldmedaille“ verliehen. Neben seiner eigentlichen Arbeit in der Firma als Bildhauer und Steinmetz betrieb Jacob Aloys Friederichs noch eine Weinstube für Weine von der Mosel, um damit seinen Bruder Mathias in der Heimat zu unterstützen. Hierzu baute Jacob Aloys Friederichs 1903 auf dem Firmengelände einen Weinkeller, in dem viele Festlichkeiten stattfanden. Als auch vermehrt Weine vom Rhein gewünscht wurden, ließ man diese ebenfalls vom Bruder aus Deutschland liefern. Geschlossen wurde die Casa Aloys im Jahre 1949, ein Jahr vor dem Tode des Jacob Aloys Friederichs, der mit einer ebenfalls deutschen Einwanderin verheiratet war, aber keine Kinder hatte.

### „Riograndenser Turnvater“
Am 6. November 1867 gründete der deutsche Kaufmann Alfred Schütt zusammen mit C. Pohlmann und anderen deutschen Auswanderern den „Deutschen Turnverein“ in Porto Alegre. Jacob Aloys Friederichs schloss sich jedoch dem Deutschen Turner-Bund mit seinem Eintritt in den Turn-Club im Jahre 1888 an, was auch als Beginn seiner sogenannten „Deutschtumsarbeit“ bezeichnet wird. Am 11. April 1892 wurden dann der Deutsche Turnverein und der „Turn-Club“ des Turnerbundes fusioniert und Jacob Aloys Friederichs wurde der erste Präsident der SOGIPA (Sociedade de Ginástica Porto Alegre). 1893 begann man auf sein Betreiben hin mit dem Bau einer Turnhalle im örtlichen Stadtzentrum. Neben der Turnhalle ließ er noch eine Sportanlage am Guahybastrom in Porto Alegre errichten. 1895 veranlasste er die Gründung der Deutschen Turnerschaft von Rio Grande do Sul. Das Amt des Club-Präsidenten hielt er über 30 Jahre in drei Amtsperioden inne und nutzte diese Zeit, um den Club aufzubauen. Von daher stammt auch der Begriff „Riograndenser Turnvater“ (Pai da Ginástica von Rio Grande do Sul). Gelegentlich wird er auch als „Turnvater Jahn Brasiliens“ bezeichnet. 1913 stiftete er zur Erinnerung an die Völkerschlacht bei Leipzig, den Wanderpreis für deutsche Turner in Brasilien. Auf dem 14. Deutschen Turnfest 1928 in Köln wurde er zum Ehrenvorsitzenden ernannt.

### Persönliches
In den Jahren von 1898 bis 1900 betrieb Jacob Aloys Friederichs während einer Bibliothekarstätigkeit den Aufbau einer lokalen Bibliothek. Privat mag er sich um die Förderung der deutschen Sprache im Rahmen von Begriffen wie „Deutschtum“ und „Vaterland“ gekümmert haben, jedoch sah er sich damit nicht als politisch aktiv. Er bekannte sich stets als Anhänger Bismarcks. Persönlich war er gegen den Aufstieg der Nazis in der deutschen Bevölkerung in Rio Grande do Sul, also sprach er sich gegen die Ansiedlung deutscher Nationalsozialisten dort aus. 1937 veröffentlichte er zusammen mit Englert und Bercht Grundsätzliche Betrachtungen zur Anschlussfrage, argumentierend, „dass die Teuto-Brasilianer keine Deutschen im Ausland waren, aber Brasilianer von deutschem Blut. Sie geben daher nicht zu, dass ihre Demonstration der Treue zum deutschen Charakter und zur ethnischen Zugehörigkeit mit der Loyalität gegenüber dem Nationalsozialismus verwechselt wird“. Für das jahrelange Sammeln von Kriegsanleihen im Ersten Weltkrieg verlieh ihm Kaiser Wilhelm II. das Eiserne Kreuz.

## Bauliche Ausführungen
- Grabdenkmäler auf den Friedhöfen der Hauptstadt, u. a. für folgende Persönlichkeiten: João Pünder, Augusto Brochier, Caldas Júnior, Augusto Pestana, Fernando Abbott sowie für den Baron von Santo Ângelo
- Dekorierungsarbeiten in Kapellen prominenter Familien
- Fertigung eines Obelisken in Ponto Verde
- Ausführung des Altars in der Matrix von Santa Cruz do Sul
- Herstellungs des Altars in der Kirche des hl. Josef
- Fertigung des Baptisteriums in der Kirche der Evangelischen Gemeinschaft in Porto Algre

## Auszeichnungen und Ehrungen
- 1901: „Goldene Medaille“ auf der Staatsausstellung in Porto Alegre
- 1916: Eisernes Kreuz, verliehen durch Kaiser Wilhelm II.
- 1928: Ehrenvorsitzender auf dem 14. Deutschen Turnerfest in Köln

## Publikationen
- Zur Aufklärung und Rechtfertigung. Porto Alegre 1916.
- Die Bismarckrunde in Porto Alegre. Ihre Entstehung und Entwicklung. Typographia Mercantil, Porto Alegre 1929.